# Фан Тхи Ха Тхань
Фан Тхи Ха Тхань (вьет. Phan Thị Hà Thanh, р.16 октября 1991) — вьетнамская гимнастка, чемпионка Азии, призёрка чемпионата мира.
Родилась в 1991 году в Хайфоне. В 2007 году завоевала золотую медаль Игр Юго-Восточной Азии. В 2008 году стала бронзовой призёркой чемпионата Азии. В 2011 году стала чемпионкой Игр Юго-Восточной Азии и бронзовой призёркой чемпионата мира. В 2012 году завоевала золотую медаль чемпионата Азии. В 2014 году стала обладательницей серебряной и бронзовой медалей Азиатских игр.